# Senta bertha
Senta bertha là một loài bướm đêm trong họ Noctuidae.